# Anlagengitter
Als Anlagengitter (oder Anlagenspiegel) wird bei der Bilanzierung und im Rechnungswesen die im Anhang zur Bilanz für Kapitalgesellschaften erforderliche Aufgliederung des Anlagevermögens bezeichnet.

## Allgemeines
Vor allem die Bilanzpositionen des Anlagevermögens und des Eigenkapitals weisen die Eigenheit auf, dass sie aus einer Vielzahl von Unterpositionen bestehen, die den Bilanzleser interessieren könnten, ihm aber ohne gesetzliche Regelung verborgen bleiben würden. Deshalb hat sich zur Verbesserung der Transparenz der Rechnungslegungsstandard HGB dazu entschieden, beim Anlagevermögen ein Anlagengitter und beim Eigenkapital die Eigenkapitalveränderungsrechnung einzuführen, die beide im Anhang zum Jahresabschluss zu veröffentlichen sind.
Das Anlagengitter enthält eine Darstellung der Entwicklung der Buchwerte einzelner Bilanzpositionen des Anlagevermögens. In der Bilanz sind diese Positionen lediglich mit den Buchwerten vom Bilanzstichtag des jeweiligen Geschäftsjahres aufgeführt, so dass das Anlagengitter eine detailliertere Aufstellung auch über historische Daten liefert.

## Rechtsfragen
Die Pflicht zur Aufstellung eines Anlagengitters ergibt sich aus § 284 Abs. 3 HGB, wonach im Anhang die Entwicklung der einzelnen Posten des Anlagevermögens in einer gesonderten Aufgliederung darzustellen ist.
Kleine Kapitalgesellschaften sind nach § 288 Abs. 1 Nr. 1 HGB von der Verpflichtung zur Aufstellung eines Anlagegitters befreit. Das gilt auch für Personengesellschaften und Einzelunternehmen, soweit im Publizitätsgesetz nichts anderes geregelt ist.
In Deutschland müssen – bis auf kleine Kapitalgesellschaften – alle Kapitalgesellschaften einen Anhang erstellen, lediglich kapitalmarktorientierte Kapitalgesellschaften haben nach § 264 Abs. 1 HGB den Jahresabschluss zusätzlich um eine Kapitalflussrechnung und eine Eigenkapitalveränderungsrechnung zu erweitern.  

## Inhalt
Das Anlagengitter beinhaltet die Anschaffungs- oder Herstellungskosten, Zugänge, Abgänge, Umbuchungen, Abschreibungen (kumuliert und jeweiliges Geschäftsjahr) sowie die Zuschreibungen. „Zugang“ ist jede tatsächliche mengenmäßige Bestandserhöhung (etwa durch Anschaffung, Leasing, selbst erstellte Anlagen), „Abgang“ entsprechend jede Bestandsminderung (Veräußerung, Diebstahl, Verschrottung, Zerstörung durch Feuer). „Umbuchungen“ sind Änderungen des Bilanzausweises innerhalb des Anlagevermögens (Anlagen im Bau werden zu Anlagen in Betrieb) oder zwischen Anlage- und Umlaufvermögen. Sind in die Herstellungskosten Zinsen für Fremdkapital einbezogen worden, ist für jeden Posten des Anlagevermögens anzugeben, welcher Betrag an Zinsen im Geschäftsjahr aktiviert worden ist. Diese Pflichtangaben ergeben sich aus § 284 Abs. 3 HGB.
Grundformat
| Jahr | Anlageposten | Anfangsbestand Anschaffungs- oder Herstellungskosten (AHK) | Zugänge AHK | Abgänge AHK | Umbuchungen AHK | kumulierte Abschreibungen des aktuellen und der vorigen Geschäftsjahre | Zuschreibungen | Buchwert des laufenden Geschäftsjahres | Buchwert des vorigen Geschäftsjahres | Abschreibungen des aktuellen Geschäftsjahres |
| 0    | 1            | 2                                                          | 3           | 4           | 5               | 6                                                                      | 7              | 8                                      | 9                                    | 10                                           |
|      |              |                                                            |             |             |                 |                                                                        |                |                                        |                                      |                                              |

Die vertikale Gliederung des Anlagenspiegels richtet sich nach der auf der Aktivseite der Bilanz tatsächlich vorgenommenen Gliederung.

## Wirtschaftliche Aspekte
Zweck des Anlagengitters ist es, das insgesamt im Anlagevermögen gebundene Kapital, die Altersstruktur der Vermögensgegenstände und die Entwicklung im abgelaufenen Geschäftsjahr zu zeigen. Es enthält eine Bewegungsbilanz, die für die Bilanzanalyse von erheblicher Bedeutung ist. Der Analyst kann erkennen, zu welchen Anschaffungs- oder Herstellungskosten ein Gegenstand erworben wurde und welche Historie sich bis zum aktuellen Geschäftsjahr ergeben hat.

## International
Die Regelung des § 284 HGB beruht auf dem Bilanzrichtliniengesetz (BiRiLiG; Gesetz zur Durchführung der Vierten, Siebenten und Achten Richtlinie des Rates der Europäischen Gemeinschaften zur Koordinierung des Gesellschaftsrechts), mit dem EU-Richtlinien in deutsches Recht umgesetzt wurden. Damit gilt der Anlagespiegel in allen EU-Mitgliedstaaten.
Der Anlagespiegel schreibt die in allen angelsächsischen Staaten übliche direkte Bruttomethode vor, denn die erste Spalte enthält die während der gesamten Nutzungsdauer fortzuschreibenden historischen Anschaffungs- oder Herstellungskosten, die erst beim Ausscheiden eines Gegenstandes aus dem Anlagespiegel herausgenommen werden.
Ein Anlagespiegel ist nach IFRS nicht ausdrücklich vorgeschrieben. Gleichwohl kann aus den jeweiligen Angabepflichten zu Sachanlagen, immateriellen Vermögensgegenständen, als Finanzinvestition gehaltenen Immobilien sowie Finanzinstrumenten ein Anlagespiegel abgeleitet werden. 